# Podilymbus podiceps
Podilymbus podiceps là một loài chim trong họ Podicipedidae.